# Лобов Олег Миколайович
Олег Миколайович Лобов (рос. Олег Николаевич Лобов)  (нар. 12 грудня 1924 року — 17 квітня 2009 року місто Новочеркаськ) — історик, краєзнавець, письменник. Полковник у відставці, ветеран Великої Вітчизняної війни. Активний учасник відродження козацтва. У складі ініціативної групи брав участь у відтворенні Донського кадетського корпусу, де потім багато років пропрацював викладачем і хранителем музею. Почесний громадянин міста Новочеркаська з 2006 року.

## Біографія
У червні 1941 року Олег Лобов закінчив дев'ятий клас середньої школи. Йому ще не було шістнадцяти років, в серпні добровільно записався в ряди Червоної Армії. Кілька місяців навчання курсантом Володимирського піхотного училища.
7 листопада 1941 року він на Червоній площі в рядах учасників знаменитого параду, пішов з бруківки площі прямо на фронт. Під час Довгих, кровопролитних боїв на підступах до Москві Олег Лобов отримує свою першу бойову медаль «За відвагу».
З вересня 1942 року служив автоматником на Сталінградському фронті. Нагороджений медаллю «За оборону Сталінграда» найбільш значуща з усіх його нагород.
Протягом 1943 року Олег Миколайович навчався в Сталінградському танковому училищі в місті Курган за спеціальністю командир танка «Т-34». У грудні йому присвоюється військове звання «молодший лейтенант».
В ході операції по звільненню України екіпаж танка під командуванням молодшого лейтенанта Лобова бере участь у розгромі Корсунь–Шевченківського угруповання нацистів. У цих боях був тяжко поранений.
Три місяці молодший лейтенант Лобов провів у госпіталі. Тут йому був вручений орден Вітчизняної війни I ступеня. Перший, але не останній: згодом Олег Миколайович нагороджений ще одним орденом Вітчизняної війни I ступеня, двома орденами Вітчизняної війни II ступеня, двома орденами Червоної Зірки.
З літа 1944 року Лобов знову став командиром танку, але вже в 54 танковому полку 12 гвардійської козачої дивізії 5 гвардійського Донського козачого кавалерійського корпусу.
В кінці листопада 1944 року йшли запеклі бої за визволення Угорщині. Перед 54 танковим полком поставлене завдання у тісній взаємодії з ескадронами 43-го і 45-го Донських козачих полків оволодіти переправою через річку Дунай і взяти місто Мохач.
Танк «Т-34» з написом на башті «Донський козак» вийшов до берега річки в екіпажі п'яти осіб. Командир бойової машини лейтенант Олег Лобов, зайнявши вигідну позицію і розташувавши всі три танки взводу і опішені ескадрони козаків для атаки, підготував підрозділи до чергового кидка. Однак противник обрушив на них шалений вогонь, кинув в атаку три танки і два бронетранспортери з десантом автоматників.
Праворуч і ліворуч від дороги, прямо на козаків, йшли дві «Пантери». За кожною з них рухався бронетранспортер, а по центру дороги йшов незвичний і грізний важкий танк. Козаки нічого не знали про «Королівський тигр», який нещодавно з'явився в німецьких частинах. За задумом Гітлера він повинен був створити перелом у війні і вперше зустрівся радянським танкістам. Цей «Королівський тигр», підбитий екіпажем гвардії лейтенанта Олега Лобова, став єдиним танком такого типу на бойовому рахунку 5-го гвардійського Донського козачого кавалерійського корпусу.
Свій бойовий шлях донці завершили 9 травня 1945 року в Австрійських Альпах. На танках з написом «Донський козак» з іншого боку башт з'явилося суворовське гасло: «Альпи-Слава!».

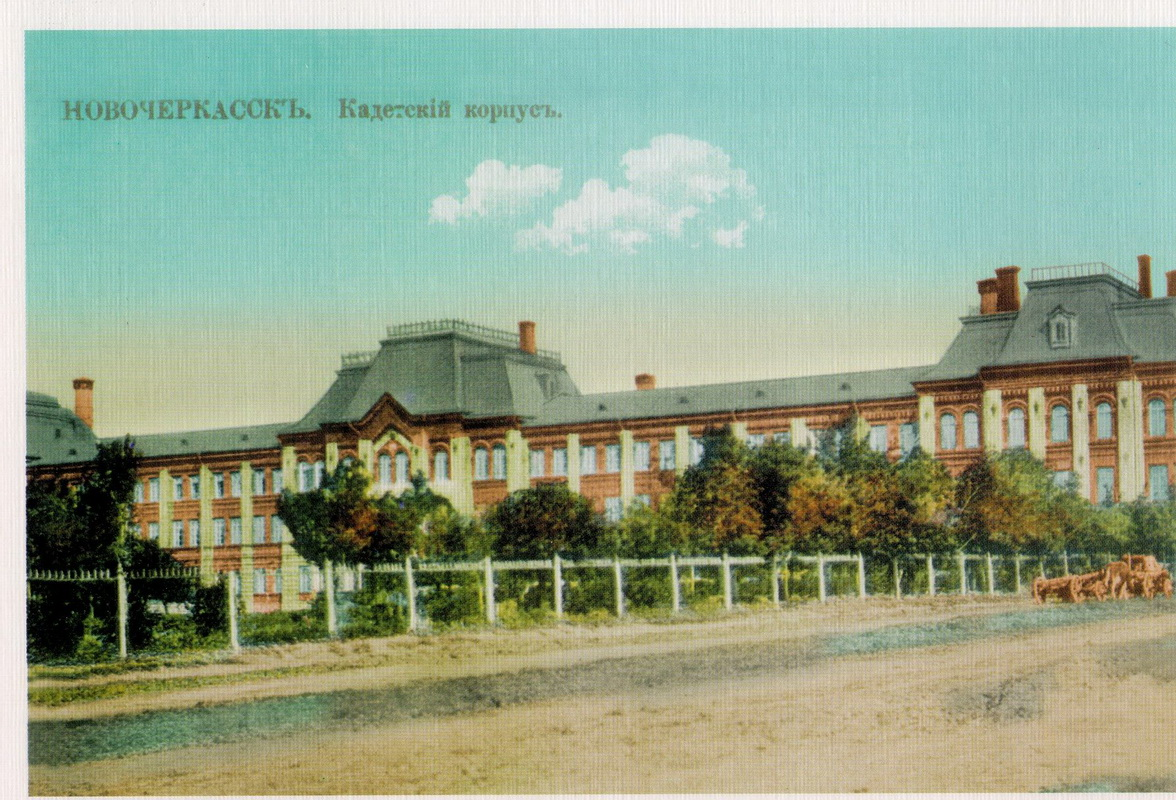
Кадетський корпус Новочеркаська на дореволюційній листівці

У Новочеркаську Олег Миколайович Лобов прожив лише другу половину свого життя. І був удостоєний звання Почесного громадянина міста. Олега Миколайовича тут знали не тільки як завзятого колекціонера, але і як краєзнавця. Він був командиром полку важких танків, який дислокувався на території Червонопрапорних кавалерійських курсів удосконалення командного складу, відомих ще з довоєнних часів. До революції тут розміщувався Донський кадетський корпус. І коли в період перебудови ініціативна група офіцерів запасу зайнялася відтворенням навчального закладу з такою ж назвою, Олег Миколайович не випадково опинився в їх числі — адже він був потомственим козаком роду Лобових з станиці Митякинської.
Все своє життя Лобов Олег Миколайович збирав фотолистівки Новочеркаська, періодичні видання, марки. Будучи в запасі, закінчив історичний факультет Кабардино-Балкарського державного університету і став істориком вже не тільки за покликанням, але і за освітою. Викладав історію військового мистецтва в ряді вузів, завідував навчальним відділом одного з університетів. І всюди давав студентам знання, що виходять за межі обов'язкової програми, прищеплював любов до краю, у якому їм випало народитися, жити і вчитися. У 1992 році агентство «Пам'ятники вітчизни» в серії «Дон на старих листівках» випустило збірник «Новочеркаськ», до складу якого увійшли 28 поштових листівок початку XX століття з колекції Лобова. А через десять років у Ростові вийшов комплект листівок «Новочеркаськ — столиця донських козаків» на основі його колекції. З допомогою матеріалів відділу краєзнавства Центральної міської бібліотеки Олег Миколайович підготував збірник «Донці XX століття. Офіцери-донці — георгіївські кавалери Першої світової війни 1914—1918 рр.», який вийшов у Ростові у 2004 році.
Багато років співпрацював з редакцією журналу «Станичний вісник», видаваного в Канаді нащадками козаків-емігрантів. Лобов підготував для журналу безліч статей про сучасне козацтво Дону, про відродженому Донському кадетському корпусі, Новочеркаську. У відповідь приходили листи і бандеролі з номерами журналу, де його роботи були опубліковані.
20 квітня 2009 року був похований на алеї Слави нового новочеркаського кладовища.

## Нагороди
- Орден Вітчизняної війни I ступеня

- Два ордени Вітчизняної війни ІІ ступеня

- Два ордени Червоної Зірки

- Дві медалі «За відвагу»

- Дві медалі «За бойові заслуги»

- Медаль «За оборону Москви»

- Медаль «За оборону Сталінграда»